# 노먼 레빈슨
노먼 레빈슨(Norman Levinson, 1912년 8월 11일 매사추세츠주 린 ~ 1975년 10월 10일 보스턴)은 미국의 수학자였다. 그의 주요 공헌 중 일부는 푸리에 변환, 복소해석학, 비선형 미분 방정식, 수 이론 및 신호 처리에 관한 연구이다. 그는 초기 경력에서 노버트 위너(Norbert Wiener)와 긴밀하게 일했다. 그는 1937년 매사추세츠 공과대학의 학부에 합류했다. 1954년에 그는 미국 수학 협회의 맥심 보체(Bôcher) 기념상을 수상했으며, 1970년 레스터 포드(Lester R. Ford) 상을 수상한 이후 1971년에는 윌리엄 쇼베넷 상(Chauvenet Prize)을 미국 수학 협회로부터 소수 정리의 기본 증명에 대한 동기 부여 된 설명의 논문으로 수여받았다. 1974년에 그는 리만 제타 함수의 제로 중 3 분의 1 이상이 임계선 상에 놓여 있다는 것을 증명하는 논문을 발표했다. 그 결과는 후에 콘레이(Brian Conrey)가 {\displaystyle {{2} \over {5}}}로 향상시켰다.
그는 1934년 MIT에서 전기 공학 학사 학위와 석사 학위를 모두 받았으며 노버트 위너에게 수학했으며 거의 모든 대학원 과정의 수학을 수강했다. 그는 캠브리지 대학에서 수학하기 위해 MIT 레드필드 프록터 해외교환 펠로우프로그램(Redfield Proctor Traveling Fellowship)을 받았으며, 캠브리지에서 작업한 것에 상관없이 MIT가 박사 학위를 수여한다는 보장을 받았다. 캠브리지에서 처음 4개월 동안 그는 이미 두 편의 논문을 만들었다. 1935년 MIT는 그에게 수학 박사 학위를 수여했다.
1975년 그의 죽음은 뇌종양에 의한 것이었다. 그는 1938년 결혼했고, 그의 미망인 지포라(Zipporah)는 2009년 93세에 세상을 떠났으며, 두 딸과 네 손주까지 두었었다. 노먼 레빈슨(Norman Levinson)의 박사 과정 학생으로는 레이몬드 레드헤퍼(Raymond Redheffer) 와 해롤드 샤피로(Harold S. Shapiro)가 있었다.

## 같이 보기
- 레빈슨 정리
- 레빈슨 재귀 알고리즘